# Per Fischer
Per Adolf Fischer, född 6 december 1877 i Otterstads församling, Skaraborgs län, död 10 oktober 1974 i Lidingö, var en svensk målare, grafiker och inredningsarkitekt.
Han var son till majoren Ernst Fischer och Charlotte Fett och från 1915 gift med Ruth Maria Charlotta Moberg (1881–1970).
Fischer studerade konst för Halfdan Strøm i Kristiania 1896 och vid Königl. Akademie der bildenden Künste i München 1898–1899 samt under studieresor till Italien, Sicilien och Frankrike. Han debuterade i en utställning på Valands i Göteborg 1902 och har därefter medverkat i utställningar med konstnärsgruppen De Frie. Han medverkade i ett stort antal samlingsutställningar och i internationella utställningar i Budapest, Rom, Köln, Leipzig, Buenos Aires och San Francisco. Hans konst består av interiörer, porträtt, figurer och landskap i olja, pastell, gouache eller i form av grafik. Som inredningsarkitekt var han sedan 1918 knuten till AB Nordiska Kompaniet i Stockholm. Fischer är representerad vid Statens Museum for Kunst och med grafik vid Göteborgs konstmuseum. Makarna Fischer är begravda på Lidingö kyrkogård.